# Reator compartimentado oscilatório
Reator compartimentado oscilatório ou reator oscilatório compartimentado (RCO ou ROC), reator de fluxo oscilatório (RFO), em inglês oscillatory flow reactor (OFR) ou oscillatory baffled reactor (OBR), são reatores químicos tubulares com estrutura interna provida de chicanas (defletores) que geram o movimento oscilatório dos fluidos em reação aumentando seu tempo de residência e sua capacidade de mistura com consequente melhora da performance reacional. 
Existe uma demanda significativa nas indústrias química e farmacêutica pelo uso mais eficiente de reagentes, solventes e energia minimizando a produção de resíduos sólidos e efluentes não aproveitáveis. Estas necessidades conduzem a novos reatores contínuos sendo desenvolvidos nos anos recentes, entre os quais, os reatores reatores compartimentados oscilatórios, que são um design relativamente novo de reatores de fluxo em pistão "intensificados", reatores que intensificam processos. Eles proporcionam um novo tipo de dispositivos de mistura, sendo capazes de processar de forma contínua reações que são processadas normalmente de forma descontínua, em batelada, pois necessitam de longos tempos de residência.

## Caracterização
A tecnologia RCO geralmente consiste de uma coluna cilíndrica ou tubo contendo chicanas perfuradas e sobrepondo-se com oscilação de fluido. Redemoinhos são gerados quando o fluxo de fluido passa através das chicanas, causando significativo movimento radial tornando os eventos na proximidade da parede da mesma magnitude daqueles no centro. A geração e interrupção de redemoinhos propicia uma mistura uniforme em cada célula compartimentada, repetidamente ao longo da coluna ou tubo.
O reator do tipo RCO é relacionado às operações em reatores em batelada, e geralmente operado verticalmente. Num RCO, a oscilação pode ser obtida tanto pelo uso de pistão  ou foles dispostos na base das colunas ou movendo-se um conjunto de chicanas para cima e para baixo na coluna. Quando não há reação química envolvida num RCO, o termo coluna compartimentada oscilatória (em inglês oscillatory baffled column, OBC) é frequentemente usado.
Pela conexão de células compartimentadas em série, um reator compartimentado oscilatório contínuo (RCOC), em inglês continuous oscillatory baffled reactor (COBR) é criado. Como cada célula compartimentada atua como um reator perfeitamente agitado (RPA), com um grande número de células compartimentadas obtém-se um RPA em condição de fluxo em pistão sob fluxo laminar (baixas taxas de fluxo). O RCOC é um tipo de reator químico de fluxo em pistão tubular. A mistura em um reator RCOC é alcançada pela combinação de oscilação de fluido e defletores em orifícios, permitindo o fluxo em pistão a ser alcançado sob condições de regime laminar com o número de Reynolds do fluxo de balanço de apenas aproximadamente 100.

## Descrição
Em contraste com o reator de fluxo em pistão convencional de fluxo, o reator compartimentado oscilatório é geralmente concebido como sendo um tubo cilíndrico ou coluna contendo chicanas perfuradas (defletores em placa com orifício) periodicamente (igualmente) espaçadas nas quais um líquido ou um fluido multifase é oscilado axialmente. A oscilação pode ser produzida de duas maneiras diferentes: por oscilação do fluido em si por meio de diafragma, fole ou pistão em uma ou ambas as extremidades do tubo, ou do próprio dispositivo compartimentado. 
Os reatores RCO apresentam uma séria de vantagens sobre outros reatores que podem torná-lo útil para aplicações especiais. Uma grande vantagem é a mistura boa e uniforme, que fornece boas transferência de calor e massa.
Os defletores dividem o reator tubular em câmaras individuais. Quando o fluido é oscilado, os defletores causam a formação de vórtices, o que leva a mistura radial e axial. Assim, cada uma das câmaras agem um único reator tanque agitado, quando o fluido está fluindo através deles. Os padrões de fluxo caótico levam à instabilidade e turbulência dentro do reator e fornecem mistura intensiva e uniforme.
Para operação por batelada, uma coluna opera na vertical e a oscilação de fluido pode ser obtida na base por meio de foles ou no topo, movendo um conjunto de orifícios defletores para cima e para baixo da coluna.
A característica essencial é que as bordas afiladas (apresentadas pelos defletores) são apresentados a uma oscilação transversal e fluxo totalmente reversível. O movimento periódico do fluxo acelera e desacelera de acordo com uma função de velocidade senoidal no tempo. Em cada uma das acelerações do fluxo, anéis de vórtice formam-se a jusante dos defletores. Quando o fluxo desacelera, os vórtices são dispersos no maior volume, e posteriormente, arrastados com a aceleração do fluxo volumoso para o lado oposto na direção axial.
Com a repetição os ciclos de formação de vórtices, as altas velocidades radiais propiciam mistura uniforme em cada zona inter-defletores e cumulativamente ao longo do comprimento da coluna. A característica fundamental dos reatores RCO é que a mistura pode ser controlada com um elevado grau de precisão, fornecendo uma ampla gama de condições de mistura, de mistura leve, exibindo características de fluxo em pistão, às mais intensas, aproximando-se as condições de fluxos intermediários aos turbulentos.
As condições de mecânica dos fluidos em um reator RCO são geralmente governadas pelos dois números adimensionais, o número de Reynolds oscilatório, o número de Reynolds levando-se em conta freqüência e amplitude da oscilação, sendo que este número de Reynolds necessário para obter-se turbulência necessita somente ser 1/8 do valor convencional:
{\displaystyle Re_{n}={\frac {\rho vd}{\mu }}}
{\displaystyle Re_{0}={\frac {\rho 2\pi fx_{0}D}{\mu }}}
e o número de Strouhal:
{\displaystyle \ St=D/(4\pi x_{0})}
onde xo é a amplitude de oscilação (m), D é o diâmetro da coluna (m), ρ a densidade do fluido (kg/m3), μ a viscosidade (kg/ms), e f a frequência de oscilação (Hz). O número de Reynolds oscilatório descreve a intensidade de mistura aplicada à coluna, enquanto o número de Strouhal é a razão do diâmetro da coluna e comprimento do golpe, medindo a propagação efetiva do vórtice.

## Vantagens dos reatores RCOC
O reator do tipo RCOC presta-se a processamento e operação contínuos, e pode ser operado horizontalmente, verticalmente ou em qualquer ângulo. A diferenças principais entre o RCOC e qualquer outros dispositivos tubulares no mercado são:
1. A taxa de rede de fluxo é a única força condutora para a obtenção de mistura em todos os outros dispositivos tubulares no mercado, proporcionando tempos de reação muito curtos, por exemplo, no máximo 15 minutos. A mistura nos reatores RCOC, no entanto, é regulada pela oscilação, não pelo fluxo de rede, permitindo tempos de residência significativamente mais longos (em termos de horas);
2. Como a mistura é controlada pela combinação de defletores e oscilação, as condições de fluxo em pistão são alcançadas no âmbito do fluxo laminar (baixas taxas de fluxo) no reator RCOC. Isso não é possível para qualquer outro dispositivo tubular no mercado;
3. Devido à operação do fluxo e pistão sob condições de fluxo laminar nos reatores RCOC, um reator de projeto e configurações muito mais compactas são relizáveis, com redução significativa (acima de 90%) do volume do reator/espaço. Um reator RCOC é relativamente portátil e um reator útil para Lean Manufacturing;
4. Queda de pressão muito reduzida é obtida nos reatores RCOC devido as baixas taxas de fluxo;
5. RCOC são muito bom em processar sólidos, o que é uma propriedade única destes reatores;
6. Transferência de massa e calor significativamente melhoradas são obtidas nos reatores RCOC sob fluxo em pistão.

Como a tecnologia pode ser facilmente configurada para partículas suspensas e para gás contido, os reatores compartimentados oscilatórios parecem ser uma invenção valiosa para os diferentes tipos de processos industriais como a produção de produtos farmacêuticos, polimerização e da engenharia bioquímica.
Quando partículas sólidas estão presentes numa fase líquida, transporte uniforme e eficiente de sólidos em suspensão é obtido ao longo dos reatores RCOC. Quando uma fase gasosa está envolvida, muito boa mistura e dispersão do gás no líquido ocorre para propiciar uma área de superfície de contato excepcionalmente e um aumento substancial aumento na retenção e tempo de residência do gás, permitindo maiores características de transporte de massa.. 
Devido às condições de fluxo em pistão obtíveis nos reatores RCOC, isto também oferece transferência de calor superior. Deve-se notar que as conexões entre os tubos retos e curvas típicos os reatores RCOC podem ser usados para introduzir, amostrar, monitorar e purgar o reator. Os revestimentos ao longo dos reatores RCOC prestam-se para aquecimento ou arrefecimento em qualquer forma individual ou integrada, de forma que perfis térmicos diferentes podem ser criados ao longo do comprimento do reator.

### Fluxo em pistão nos reatores compartimentados oscilatórios
A duração  do fluxo em pistão é tal que a mistura radial é uniforme, e a dispersão axial é de um valor mínimo. O fluxo em pistão garante condições de mecânica dos fluidos consistentes e ausência de gradiente de mistura e aquecimento/arrefecimento, levando a estável e consistente qualidade do produto. Vale ressaltar que o fluxo em pistão SOMENTE pode ser alcançado em operação contínua. Existem dois métodos consagrados na literatura de alcançar fluxo em pistão: a) a utilização de uma série de reatores (RPA), e b) empregar um reator tubular operando em fluxo turbulento. O primeiro método é literalmente para conectar uma série de tanques bem mexidos de volumes iguais em série. Em teoria, quando o número de RPAs tender ao infinito, um fluxo em pistão será alcançado. Na prática, 5~10 RPAs têm sido a norma atual da maioria das indústrias. Este arranjo aumenta significativamente o inventário em reatores com multiplicidade de controladores, sensores de pressão, sondas, bombas, medidores de fluxo, etc, levando a uma capital investido e custos de funcionamento muito elevados, para não mencionar que as condições mecânicas de fluido ainda estão longe do fluxo em pistão.
O segundo método é empregar um reator tubular suave que é operado em fluxo turbulento, i.e. taxas de fluxo muito altas em um determinado diâmetro do tubo. Quando o fluxo turbulento é atingido, condições próximas do fluxo em pistão podem ser obtidas. No entanto, como a mistura de tais reatores tubulares é impulsionada pelo fluxo de líquido, isso significa que um tubo muito longo (em termos de quilômetros) será necessário até mesmo para acomodar uma reação relativamente rápida. Portanto, essa operação é praticamente impossível. Como conseqüência disto, os reatores tanque agitados tem sido o carro-chefe das indústrias química e farmacêutica.
As vantagens mais significativas para reatores RCO são a sua capacidade de atingir fluxo em pistão em condições de fluxo laminar e sua performance de distribuição no tempo de residência (DTR) que pode ser melhorada de forma independente das condições de fluxo em rede, bem como sua capacidade de lidar com processos multifásicos. Isso faz com que reatores RCO sejam ideais para utilização como reatores de fluxo em pistão em operações químicas, farmacêuticas e bioquímicas, mantendo longos tempos de residência a um nível que outros dispositivos tubulares não conseguem atingir.

### Otimização da transferência de calor
Sobrepor-se um fluxo oscilatório a um fluxo constante através de um tubo compartimentado pode melhorar significativamente a transferência de calor em operação em batelada e contínua. Em particular, a coeficiente de transferência de calor nas laterais do tubo (número de Nusselt), onde a média de fluxo é no regime de fluxo laminar, é geralmente reforçada por um fator de 10-30. Isto torna possível alcançar-se coeficiente de transferência térmica da mesma forma que em tubos lisos, onde significativamente elevado números de Reynolds de fluxo constante  são usados para obter turbulência. Na prática, isso significa que coeficientes de transferência de calor alto pode ser alcançado em reatores contínuos usando os fluxos oscilatórios, consideravelmente inferior ao números de Reynolds que nos reatores tubulares contínuas.
Os dados abaixo fornecem uma indicação da amplitude dos coeficientes de transferência de calor que podem ser obtidos com os reatores RCO.
Os números baseiam-se em:
- Cp = 2000 kJ/kgK e k = 0.182 W/mK
- Coeficiente de transferência de calor da parede do tubo, ht (W/m2K)

|            | 1 cP                | 10 cP          | 100 cP   |
| ---------- | ------------------- | -------------- | -------- |
| 600 kg/m3  | 61,654 - 282,717    | 817 - 3,694    | 7 - 28   |
| 1000 kg/m3 | 133,315 - 611,447   | 2,327 - 10,575 | 21 - 82  |
| 1500 kg/m3 | 232,744 - 1,067,534 | 5,209 - 23,730 | 47 - 196 |

Dentro da gama de valores indicados, a mistura de intensidade (amplitude e freqüência) é o fator chave que afeta a taxa de transferência de calor real.

### Otimização da transferência de massa
Quando uma fase gás está envolvida em um RCO, mistura e dispersão muito boa ocorre do gás no líquido propiciando uma superfície excepcionalmente elevada devido à uniformidade de distribuição do gás e até mesmo o tamanho das bolhas e um aumento substancial da retenção e tempo de residência do gás, conduzindo a um significativamente maior coeficiente de transferência de massa. É claro que as oscilações de fluxo aumentam a taxa de transferência de massa.

### Redução de emissões
A maioria das sínteses orgânicas envolvem reações multi-estágios. À medida que cada estágio pode tomar um número de horas, o tempo total de reação pode ser muito longo em termos de dias ou semanas. Em operações industriais, neste tempo de reação global geralmente consiste de tempos intrínseco e externo de reação. O último resulta em grande parte da massa, gradientes de calor apresentados em um determinado reator em batelada devido à mistura não-uniforme, e muitas vezes é significativamente maior do que o tempo intrínseco de reação em que é apresentado nos manuais de engenharia de reações químicas. Os gradientes de massa/calor tem dois efeitos: eles dão origem a um processo de reação fortemente controlado em transferência de massa, e diminuem a velocidade da reação principal, que por sua vez, estimula reações colaterais. A remoção dos gradientes de massa/calor em RCOCs garante ótimas condições para os reagentes reagirem nas corretas concentração e temperatura, portanto, reduz indesejados reações e emissões colaterais. Reatores RCOC apresentam, por exemplo, redução de emissões de NOx na produção de determinadas especialidades químicas, chegando a completa eliminação da emissão.

### Controle da taxa de cisalhamento
Tem sido demonstrado que a taxa de cisalhamento média em volume em RCO é geralmente da ordem de 10~20 /s, que é significativamente menor do que em reatores tanque agitados (RTA), que normalmente são pelo menos 100 /s ou mais, enquanto a mistura em RCO é mais uniforme e eficaz do que em RTA. A produção de um biopolímero celular, Pullulan, em RCO mostra que demorou cerca da metade do tempo (36 horas) no RCO para atingir o mesmo nível de crescimento em relação a em um RTA para as mesmas condições operacionais.
Esta característica de boa mistura global juntamente com taxa de cisalhamento mais baixa e uniforme do que em tanques agitados é essencial para aplicações sensíveis ao cisalhamento, especialmente para aplicações biológicas em processos bioquímicos, biomédicos e biofarmacêuticos.

### Aplicação em reações de longa duração
A boa mistura de reatores RCO também resulta em menores tempos de reação. Tempos de reação mais curtos levam a uma relação de redução do comprimento e diâmetro, em comparação com reatores de fluxo em pistão convencional e, portanto, um design mais compacto. Assim, os retores RCO são ideais para as reações de longa duração.
Uma das classes comercialmente mais importantes das reações longas em tempo são fermentações. Atualmente, novos métodos de fermentação contínua são necessárias para permitir a conversão de uma gama de processos de fermentação em bateladas a processamentos contínuos inerentemente mais eficientes, permitindo a onfiguração de um biorreator de fluxo oscilatório (Oscillatory Flow Bioreactor , OFBR).

### Ampliações de escala
Escalabilidade (o scale up) é uma vantagem particular dos reatores OBR, porque a mistura não se altera com a escala, o que faz um aumento de escala linear possível e previsível.

## Limitações
Toda tecnologia nova no mercado tem suas limitações, assim como RCO, RCOC, reatores de leito gotejado (Trickle Bed Reactors, TBR) e cristalizadores compartimentados oscilatório contínuos (CCOC). Com base em experiências reais e projetos industriais realizados utilizando estas tecnologias de reatores/cristalizadores, seguem o resumo dessas imperfeições:
a) Como gás atenua a propagação da oscilação de fluido, portanto, o grau de mistura, ao longo dos reatores acima, a quantidade de gás/gases em líquido/líquidos deve ser determinada. Em teoria, cerca de 25% (v/v) seria o máximo permitido para estes reatores. Como resultado, os reatores RCOC não seria adequados para reações com seu produtios finais como gás, tais como etileno, propeno e metano ou com um dos principais reagentes sendo uma fase gasosa, por exemplo, produção de etilenoglicol usando óxido de etileno.
Para a maioria das sínteses orgânicas e reações  baseadas em líquidos, o rendimento máximo pode ser ultrapassado através da reciclagem da corrente líquida de produto.
b) Muitos sólidos afetam a propagação de oscilação e mistura nestes reactores. Em teoria, cerca de 35% (w/w) seria um limite superior dependendo da distribuição granulométrica, densidade e etc. Na prática, porém, empresas especializadas neste tipo de reator tem alcançado 55% (w/w) sólidos em suspensão, transporte e reação para um de seus clientes.
c) A viscosidade de líquido ou mistura de líquidos é o terceiro fator a considerar, devido a oscilação do líquido não pode efetivamente se propagar através de líquido/líquidos viscosos. Em teoria, os líquidos com viscosidade superiores a 1000 cP não seriam adequados para esses reatores. No entanto, como a maioria dos líquidos utilizados nas indústrias química e farmacêutica são fluidos Newtonianos com a sua viscosidade diminuindo com o aumento da temperatura, empresas especializadas neste tipo de reator tem realizado com sucesso reações com reagentes com viscosidades superiores a 5000 cP, dependendo da cinética de reação e condições de funcionamento.

## Aplicações
Reatores compartimentados oscilatórios São pesquisados, por exemplo, para a produção de biodiesel, incluindo etapas envolvendo fermentação.
A fermentação acetona-butanol-etanol (ABE) de efluente de óleo de palma por Clostridium acetobutylicum tem sido pesquisada em biorreatores de fluxo oscilatório com formato em U construídos em aço inoxidável a frequências entre 0,45-0,78 Hz e uma amplitude constante de 12,5 mm, como um dispositivo alternativo com excelente potencial de viabilidade.
As aplicações de reatores RCO em processos líquido-gás incluem: hidrogenação, oxidação e hidroformilação.

## Cristalizador compartimentado oscilatório contínuo (CCOC)
Combinando a tecnologia de reatores RCOC com sincronização de tempo global e controles de temperaturas locais, um cristalizador compartimentado oscilatório contínuo (CCOC) (em inglês, continuous oscillatory baffled crystalliser, COBC) está estabelecido. O os CCOC permite tanto o fluxo em pistão quanto precisos perfis lineares de arrefecimento, tanto em termos de oC/min ou oC/m, ao longo do comprimento do CCOC. De fato, com a criação de CCOCs, qualquer forma/função de perfis de resfriamento pode ser facilmente implementado, e os perfis podem ser linear, não-linear, contínuo, passo a passo ou descontínuo. Além disso, qualquer um dos instrumentos de medição acima mencionados podem ser facilmente implementadas ao longo do CCOC sem nenhuma modificação. Como a mistura em cada célula compartimentada ao longo do CCOC é uniforme, proporcionando um ambiente altamente confiável para o processo de monitorização e medição. Em escala industrial, o diâmetro da CCOC raramente é superior a 200 mm. As capacidades do equipamentos de medição acima mencionados podem ser plenamente realizadas, e as medidas locais podem ser usados para representar todo o sistema com confiança ampliada significativamente. O CCOC tem capacidade linear de ampliação (scale-up) e é a única tecnologia que pode ser usada para preencher a lacuna entre a cristalização de escala laboratorial e a industrial real. 
São relatadas cristalizações contínua de fármacos mostrando que oferece vantagens significativas em termos de processo, operação e custos, e proporcionam o isolamento do fármaco da ordem de pouco mais de 12 min em relação a período de 9h e 40 min em um processo batelada.